# La Bataille de la Châteauguay
Pour les articles homonymes, voir bataille de la Châteauguay.
 (juillet 2025).
La Bataille de la Châteauguay est un film québécois de Marcel Carrière sorti en 1978. 
Il relate la fameuse bataille de la Châteauguay.

## Synopsis
Charles-Michel d'Irumberry de Salaberry, lors d'un banquet donné en son honneur, raconte la stratégie militaire utilisée pendant la bataille de la Châteauguay.

## Distribution
- Camille Ducharme
- Pierre Dufresne
- Ulric Guttinguer
- Robert Harding
- Nicole Leblanc
- Évelyn Regimbald